# Karl Alexander Alcenius
Karl Alexander Alcenius, född 3 oktober 1819 i Vasa, död 28 juli 1853 i Helsingfors, var en finländsk skolhistoriker.
Alcenius blev filosofie kandidat 1843. Han verkade 1845–1849 som lärare på flera orter; utnämndes 1848 till docent i pedagogik. Han utgav ett flertal avhandlingar om finländsk skolhistoria och grundlade därmed en inhemsk skolhistorisk forskning.